# لورا هادوك
لورا جين هادوك (بالإنجليزية: Laura Jane Haddock) وهي ممثلة إنجليزية بريطانية ولدت في يوم 21 أغسطس 1985 في مدينة لندن عاصمة إنجلترا في المملكة المتحدة، مثلت في مسلسل شياطين دا فينشي وهي زوجة الممثل سام كلافلن.

## روابط خارجية
- لورا هادوك على موقع IMDb (الإنجليزية)
- لورا هادوك على موقع ميوزك برينز (الإنجليزية)
- لورا هادوك على موقع أول موفي (الإنجليزية)
- لورا هادوك على موقع ديسكوغز (الإنجليزية)
- لورا هادوك على موقع قاعدة بيانات الفيلم (الإنجليزية)